# Tournefortia gracilipes
Tournefortia gracilipes är en strävbladig växtart som beskrevs av Ivan Murray Johnston. Tournefortia gracilipes ingår i släktet Tournefortia och familjen strävbladiga växter. Inga underarter finns listade i Catalogue of Life.